# Шатенево
Шатенево — деревня в Кичменгско-Городецком районе Вологодской области. основана в 1622-м году
Входит в состав Городецкого сельского поселения (с 1 января 2006 года по 1 апреля 2013 года входила в Шонгское сельское поселение), с точки зрения административно-территориального деления — центр Емельяновского сельсовета.
Расстояние до районного центра Кичменгского Городка по автодороге составляет 25 км. Ближайшие населённые пункты — Заболотный, Большое Хавино, Шилово.
Население по данным переписи 2002 года — 243 человека (123 мужчины, 120 женщин). Всё население — русские.

## Шатеневская Всехскорбященская церковь
1869 года, каменная. Престолы в честь: иконы Божией Матери "Всех Скорбящих Радость" - главный, преподобного Феодосия Тотемского.
При Шатенёвской Николаевской церкви возобновлённый тёплый придел во имя иконы Божией Матери всех скорбящих Радость, освящён 31 октября 1871 года. Придельный храм во имя преподобного Феодосия Тотемского чудотворца освящён 28 января 1880 года.
3 октября 1911 года освящён новосозданный каменный холодный обширный храм в деревне Шатенёво во имя святителя Николая Чудотворца архиепископа Мирликийского.